# Polycyrtus enriquei
Polycyrtus enriquei är en stekelart som beskrevs av Zuniga 2004. Polycyrtus enriquei ingår i släktet Polycyrtus och familjen brokparasitsteklar. Inga underarter finns listade i Catalogue of Life.